# Harry Andrews
Harry Fleetwood Andrews (Tonbridge, Inglaterra, 10 de noviembre de 1911-Salehurst, Inglaterra, 6 de marzo de 1989) fue un actor teatral y cinematográfico de nacionalidad británica conocido por sus frecuentes interpretaciones de duros militares. Su actuación como el Sargento Mayor Wilson en La colina (1965), junto a Sean Connery, le valió en 1965 el premio concedido por el National Board of Review al mejor actor de reparto, así como una nominación al BAFTA de 1966 al mejor actor británico. Su debut cinematográfico había tenido lugar en 1953 con la película The Red Beret.
Antes de su carrera en el cine, Andrews fue un experto actor de obras de Shakespeare, trabajando en teatros como el Queen, el Lyceum o el Shakespeare Memorial, todos ellos en Inglaterra, así como en teatros de Nueva York, París, Amberes y Bruselas. El debut teatral de Andrews en Londres tuvo lugar en 1935 en el Teatro de St James, y en Nueva York hizo lo propio en 1936 en el Empire.

## Inicios
Nacido en Tonbridge, Inglaterra, sus padres eran Henry Arthur Andrews y Amy Diana Horner. Andrews estudió en el Wrekin College de Wellington, Shropshire, y, entre octubre de 1939 y octubre de 1945, sirvió en la Royal Artillery en el transcurso de la Segunda Guerra Mundial.

## Trabajo teatral
Andrews hizo su primera actuación teatral en septiembre de 1933 en el Liverpool Playhouse encarnando a John en la obra The Long Christmas Dinner. Su debut en el circuito del West End londinense tuvo lugar en marzo de 1935 en el Teatro de St James interpretando el papel de John en Worse Things Happen at Sea. En octubre de 1936 actuó por vez primera en Nueva York con el papel de Horacio en Hamlet, obra representada en el Teatro Empire. Desde septiembre de 1937 a abril de 1938, Andrews trabajó con la compañía de John Gielgud en el Queen's Theatre, actuando en shows como Ricardo II, The School for Scandal, y El mercader de Venecia. En 1939 Andrews fue Laertes en una producción de Hamlet puesta en escena en el Teatro Lyceum de Londres, siendo ésta la última representación que tuvo lugar en el Lyceum antes de su cierre, aunque el local fue restaurado en 1996.
En diciembre de 1945, un mes después de haber sido desmovilizado tras la guerra, Andrews actuó con la compañía Old Vic sucediendo a George Curzon en los papeles de Sir Walter Blunt en Enrique IV, parte 1, Scroop en Enrique IV, parte 2, Creonte en Edipo, y Sneer en The Critic. La compañía viajó a Nueva York en el verano de 1946, actuando en teatros como el Teatro Century. Tras su vuelta a Inglaterra en septiembre de 1946, Andrews siguió actuando con la compañía del Old Vic hasta finalizar la temporada 1948 - 1949.
En 1949 Andrews trabajó en el Teatro Shakespeare Memorial en Stratford-on-Avon, interpretando en el mismo papeles de Shakespeare como Macduff, Don Pedro, y Thomas Wolsey. Andrews viajó en gira por Australia ese mismo año, y continuó actuando en Stratford-on-Avon a lo largo de la temporada de 1951, interpretando al Rey Enrique IV en tres piezas consecutivas de Shakespeare. Después viajó a Nueva York con la compañía de Laurence Olivier, participando en Caesar and Cleopatra y Antonio y Cleopatra en el Teatro Ziegfeld. Posteriormente hizo gira con la compañía Old Vic representando Enrique VIII en París, Amberes y Bruselas.

## Carrera cinematográfica
Harry Andrews hizo sus dos primeras actuaciones cinematográficas con Alan Ladd en las películas The Red Beret y The Black Knight. Siguió trabajando en diversas películas históricas y de aventuras, entre ellas Alejandro Magno en 1956, Ice-Cold in Alex en 1958, Salomón y la reina de Saba en 1959, y Escuadrón 633 en 1964. 
En las décadas de 1960 y 1970 Andrews empezó a actuar con mayor frecuencia en dramas y comedias. En 1965 recibió el premio concedido por el National Board of Review al mejor actor de reparto por sus actuaciones en El tormento y el éxtasis y La colina, en esta última trabajando con Sean Connery. Además, por La colina fue nominado en 1966 al Premio BAFTA al mejor actor británico, aunque el galardón fue a manos de Dirk Bogarde, gracias a su actuación en Darling.
Más adelante intervino en películas como la comedia The Jokers (1967), la comedia musical The Night They Raided Minsky's (1968), la adaptación rodada en 1970 de la novela de Emily Brontë Cumbres Borrascosas, la comedia de 1972 The Ruling Class, la película de horror Theatre of Blood, y El pájaro azul, adaptación de la obra de Maurice Maeterlinck, y que fue la primera colaboración cinematográfica entre los Estados Unidos y la URSS
Andrews fue conocido por encarnar a duros oficiales militares. Entre esas interpretaciones se incluyen las del Sargento Payne en A Hill in Korea (1956), el mayor Henry en I Accuse! (1958), el mayor Swindon en The Devil's Disciple (1959, adaptación de la obra de George Bernard Shaw), el capitán Graham en A Touch of Larceny (1959), y el coronel Thompson en Too Late the Hero (1970).

## Últimos años
Además de su trabajo en el cine, Harry Andrews también actuó en varias series televisivas. En los primeros años sesenta intervino en dos episodios de Armchair Theatre. En 1975 fue el coronel Bruce en Edward the Seventh, y al año siguiente interpretó a Darius Clayhanger en una serie televisiva basada en las novelas de la serie de La Familia Clayhanger. Finalmente, en 1985 fue entrevistado en un episodio de la serie documental This Is Your Life.
Una de las últimas actuaciones cinematográficas de Andrews tuvo lugar en 1978, cuando encarnó a uno de los ancianos kriptonianos que sentencian a tres malvados en la película Superman: la película.
Harry Andrews falleció en 1989 en su domicilio en Salehurst, Inglaterra, a causa de una infección vírica complicada con asma, sobreviviéndole su compañero sentimental, el actor Basil Hoskins. Tenía 77 años.

## Filmografía
- The Red Beret (1953)
- The Black Knight (El Caballero Negro) (1954)
- The Man Who Loved Redheads (1955)
- Helen of Troy (Helena de troya) (1956)
- Alejandro Magno (1956)
- Moby Dick (1956)
- A Hill in Korea (1956)
- Saint Joan (1957)
- I Accuse! (1958)
- Ice-Cold in Alex (Fugitivos del desierto) (1958)
- The Devil's Disciple (El discípulo del diablo) (1959)
- Salomón y la reina de Saba (1959)
- A Touch of Larceny (Operación Robinson) (1959)
- In the Nick (1960)
- A Circle of Deception (1960)
- The Best of Enemies (Su mejor enemigo) (1961)
- Barrabás (1961)
- Reach for Glory (1962)
- The Inspector (El inspector) (1962)
- Nine Hours to Rama (Nueve horas de terror) (1963)
- 55 días en Pekín (1963)
- The Informers (Imperio de violencia) (1963)
- Nothing But the Best (Fango en la cumbre) (1964)
- Escuadrón 633 (1964)
- The System (1964)
- The Truth About Spring (1965)
- La colina (1965)
- El tormento y el éxtasis (1965)
- Sands of the Kalahari (Arenas del Kalahari) (1965)
- Modesty Blaise (1966)
- The Deadly Affair (Llamada para el muerto) (1966)
- La noche de los generales (1967)
- The Jokers (Atraco a la inglesa) (1967)
- La leyenda de un valiente (1967)
- Danger Route (Ruta peligrosa) (1967)
- I'll Never Forget What's'isname (Georgina) (1967)
- Mercenarios sin gloria (1968)
- Sentencia para un dandy (1968)
- The Charge of the Light Brigade (La última carga, 1968)
- The Night They Raided Minsky's (1968)
- The Sea Gull (1968)
- The Southern Star (La estrella del sur) (1969)
- La batalla de Inglaterra (1969)
- A Nice Girl Like Me (1969)
- Country Dance (No todo el amor es hermoso) (1970)
- Too Late the Hero (Comando en el mar de China) (1970)
- Wuthering Heights (Cumbres Borrascosas) (1970)
- Entertaining Mr Sloane (1970)
- The Nightcomers (Los últimos juegos prohibidos) (1971)
- Nicolás y Alejandra (1971)
- Burke & Hare (1972)
- I Want What I Want (1972)
- The Ruling Class (La clase dirigente) (1972)
- El hombre de La Mancha (1972)
- Night Hair Child (1972)
- El programa final (1973)
- Man at the Top (1973)
- Theatre of Blood (Matar o no matar, ese es el problema) (1973)
- El hombre de Mackintosh (1973)
- The Internecine Project (Nueva moda en el crimen) (1974)
- The Garth People (1976)
- Sky Riders (1976)
- El pájaro azul (1976)
- The Passover Plot (1976)
- Crossed Swords (El príncipe y el mendigo) (1977)
- Equus (1977)
- Candleshoe (1977)
- Las cuatro plumas (1978)
- The Big Sleep (1978)
- The Medusa Touch (Alarma: catástrofe) (1978)
- Muerte en el Nilo (1978)
- Watership Down (1978)
- Superman: la película (1978)
- S.O.S. Titanic (1979)
- A Question of Faith (1979)
- Hawk the Slayer (La espada invencible) (1980)
- Never Never Land (1980)
- My Letter to George (1986)